# Skialpinizm na zimowych światowych wojskowych igrzyskach sportowych
Skialpinizm na zimowych światowych wojskowych igrzyskach sportowych – jedna z zimowych narciarskich dyscyplin sportowych rozgrywanych przez  sportowców-żołnierzy. Zawody odbywają się w ramach igrzysk wojskowych organizowanych przez Międzynarodową Radę Sportu Wojskowego (CISM) w interwale czteroletnim. Skialpinizm zadebiutował na 2. zimowych igrzyskach wojskowych w 2013 we Francji.

## Edycje
| Edycja | Data                        | Miejscowość  | Kraj    | Liczba konkurencji |
| ------ | --------------------------- | ------------ | ------- | ------------------ |
| 1.     | 20-25.03.2010               | Dolina Aosty | Włochy  | –                  |
| 2.     | 26 i 28.03.2013 (szczegóły) | Annecy       | Francja | 4                  |
| 3.     | 24 i 27.02.2017 (szczegóły) | Soczi        | Rosja   | 6                  |

## Konkurencje
W programach igrzysk wojskowych jest podział dyscyplin na konkurencje męskie i damskie. Podczas zimowych igrzysk wojskowych zawodnicy i zawodniczki aktualnie rywalizują w trzech konkurencjach skialpinizmu: indywidualnie, drużynowo oraz w sztafetach. Istotą skialpinizmu jest połączenie wszystkich trzech elementów; podchodzenia, wspinaczki i zjazdu co różni go od innych dyscyplin pokrewnych np. narciarstwa przełajowego, biegowego czy alpejskiego.

## Klasyfikacja medalowa łączna w latach: 2013-2017
| Miejsce           | Państwo           | Złoto | Srebro | Brąz | Razem |
| 1                 | Francja           | 6     | 2      | 3    | 11    |
| 2                 | Włochy            | 3     | 5      | 2    | 10    |
| 3                 | Rosja             | 1     | 1      | 0    | 2     |
| 4                 | Hiszpania         | 1     | 0      | 2    | 3     |
| 5                 | Niemcy            | 0     | 0      | 1    | 1     |
| Razem (5 państwa) | Razem (5 państwa) | 11    | 8      | 8    | 27    |